# Armenisch-brasilianische Beziehungen
Die armenisch-brasilianischen Beziehungen umfassen die bilateralen Beziehungen zwischen Armenien und Brasilien. Sie unterhalten seit 1992 diplomatische Beziehungen.
Ihre Beziehungen gelten als sehr gut, mit der etwa 100.000 Menschen zählenden armenischen Gemeinde in Brasilien als wichtigem Verbindungsglied. Seit 2015 haben beide Länder eine gegenseitige Visumfreiheit für touristische Zwecke und Geschäftsreisen vereinbart. Weitere verbindende Elemente sind ihr bilateraler Handel und ihr Kulturaustausch.
2015 erkannte der brasilianische Senat den Völkermord an den Armeniern an, bereits 1966 wurde an dem nach Armenien benannten Platz Praça Armenia, an der Avenida Santos Dumont im Zentrum São Paulos, mit dem Mahnmal Monumento aos Mártires Armênios (portugiesisch für: Denkmal für die armenischen Märtyrer) an den Völkermord erinnert.

## Geschichte

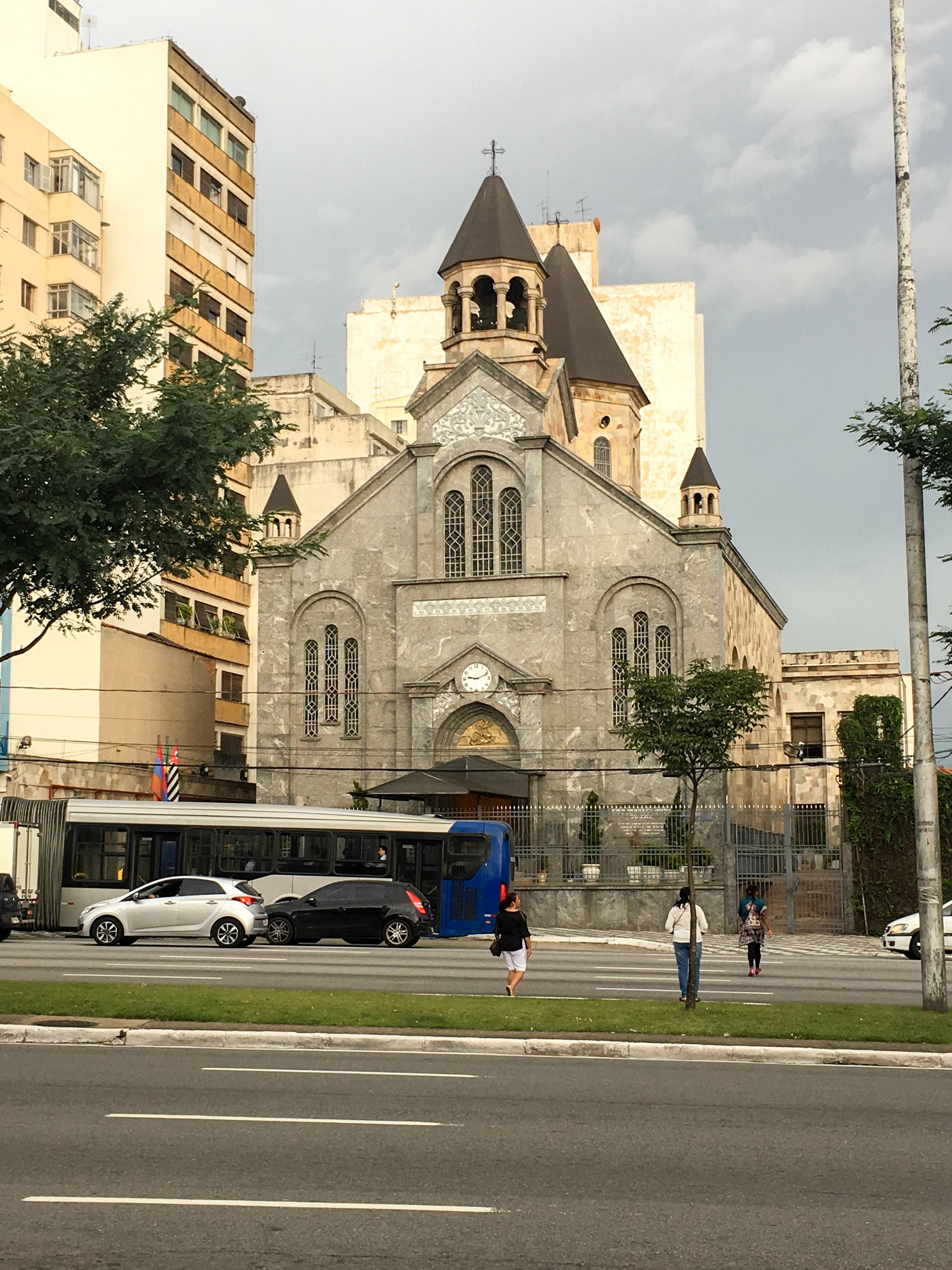
Armenische Kirche an der Praça Armênia in São Paulo: Brasilien beherbergt seit dem 19. Jh. eine armenische Gemeinde im Bundesstaat São Paulo und einigen anderen urbanen Ballungsräumen.

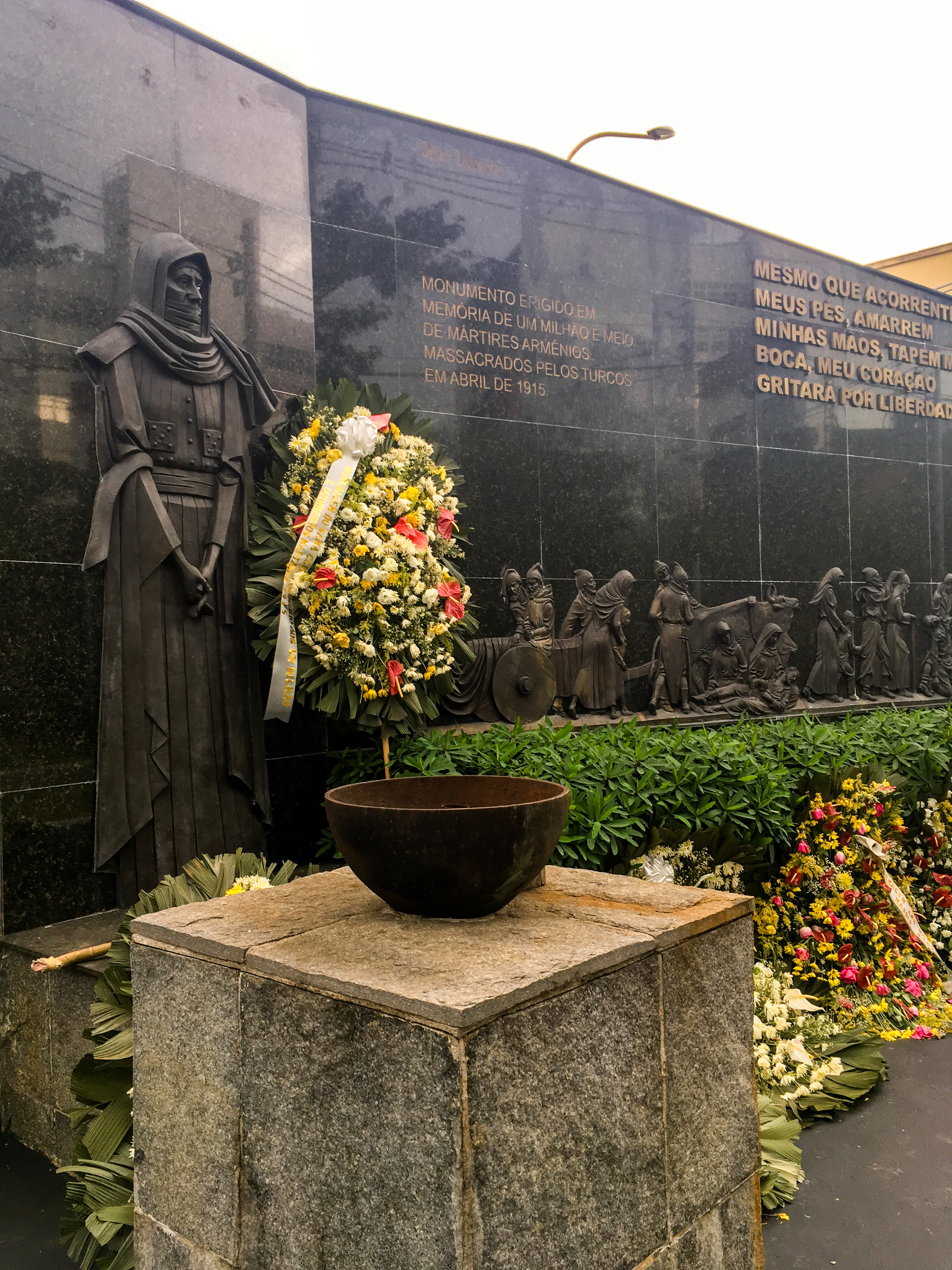
Das Mahnmal Monumento aos Mártires Armênios an der Praça Armênia in São Paulo: 2015 erkannte Brasilien den osmanischen Völkermord an den Armeniern an.

Ende des 19. Jahrhunderts begann die armenische Einwanderung nach Brasilien, die sich insbesondere in den 1920er Jahren mit Armeniern aus dem Nahen Osten deutlich verstärkte. Auf staatlicher Ebene gehörte Armenien zum Osmanischen Reich, erlangte 1918 als Demokratische Republik Armenien kurzzeitig eine erste Unabhängigkeit, um ab 1920 zunehmend Teil der Sowjetunion zu werden.
Nach der Wiedererlangung der armenischen Unabhängigkeit 1991 reiste der neue armenische Außenminister Raffi Hovannisian noch im gleichen Jahr zu einem Arbeitsbesuch nach Brasilien, am 17. Februar 1992 nahmen beide Länder diplomatische Beziehungen ein.
Armeniens neuer Präsident Lewon Ter-Petrosjan kam 1992 zu einem ersten Staatsbesuch nach Brasília und nahm dann an der Konferenz der Vereinten Nationen über Umwelt und Entwicklung in Rio de Janeiro teil.
1998 eröffnete Armenien ein Generalkonsulat in der größten Stadt Brasiliens, in São Paulo. Im gleichen Jahr kam Armeniens Vize-Außenminister Armen Baibourdian nach Brasília.
Armeniens Außenminister Wartan Oskanjan reiste 2001 nach São Paulo und Brasília, 2002 kam Präsident Robert Kotscharjan zum Staatsbesuch in Brasiliens Hauptstadt.
Im August 2006 eröffnete Brasilien seine Botschaft in der armenischen Hauptstadt Jerewan. 2010 nahm die Botschaft Armeniens in der brasilianischen Hauptstadt Brasília ihre Arbeit auf, und das Generalkonsulat in São Paulo wurde in ein Honorarkonsulat umgewandelt, am 28. Dezember 2010 wurde Hilda Burmaian dort Konsularin.
Zur Einweihungszeremonie von Brasiliens Präsidentin Dilma Rousseff 2011 reiste auch eine armenische Delegation unter Außenminister Edward Nalbandjan nach Brasília.
Armeniens Vize-Außenminister Ashot Hovakimian reiste 2012 zur ersten hochrangigen Konferenz der internationalen Initiative Open Government Partnership nach Brasilien und traf sich dabei auch zu Gesprächen mit Außenminister Antonio Patriota und weiteren Politikern der brasilianischen Außenpolitik. 2013 reiste die brasilianische Botschafterin bei der EU, Vera Machado, nach Jerewan.
2013 besuchte eine Delegation von elf armenischen Parlamentariern unter Führung des armenischen Parlamentspräsidenten Howik Abrahamjan São Paulo und Brasília, wo sie von Henrique Eduardo Alves, dem Präsidenten der brasilianischen Abgeordnetenkammer empfangen wurden. Beide Seiten unterzeichneten dabei eine Absichtserklärung zur Kooperation beider Häuser.
Zum 100. Jahrestag des Beginns des osmanischen Völkermords an den Armeniern ab 1915 erkannte der brasilianische Senat im Jahr 2015 den Genozid offiziell an. Im gleichen Jahr vereinbarten beide Länder eine Visumfreiheit für kurze Reisen zu touristischen und geschäftlichen Zwecken, und brasilianische Touristen begannen nun häufig und regelmäßig, Armenien zu bereisen.
Der armenische Präsident Sersch Sargsjan wurde 2016 von seinem brasilianischen Amtskollegen Michel Temer zu einem Staatsbesuch empfangen. In Anwesenheit beider Außenminister, Edward Nalbandjan und José Serra, wohnten sie am 12. August 2016 dann der Grundsteinlegung des Neubaus der neuen armenischen Botschaft in Brasília bei. Sie vereinbarten dabei auch institutionelle Rahmenbedingungen für regelmäßige hochrangige Staatsbesuche, zudem unterzeichneten sie Vereinbarungen über technische Kooperationen und über Bildungszusammenarbeit.
Im Jahr 2017 erfolgte dann der erste Staatsbesuch eines hochrangigen brasilianischen Politikers in Armenien, als Außenminister Aloysio Nunes Ferreira am 17. November 2017 nach Jerewan kam. Er traf mit Präsident Sargsjan und mit Außenminister Nalbandjan zusammen, und sie unterzeichneten ein erstes Memorandum of Understanding Handels- und Investitionsabkommen.
Seither setzte zu den guten politischen Beziehungen auch ein Warenaustausch ein, der bisher jedoch als weiterhin deutlich ausbaufähig gilt (Stand 2023). Am 1. September 2022 akkreditierte sich Fabio Vaz Pitaluga als Vertreter Brasiliens bei Armeniens Präsident Wahagn Chatschaturjan, am 24. Mai 2023 akkreditierte sich Armeniens Botschafter Armen Yeganyan bei Brasiliens Präsident.

## Diplomatie

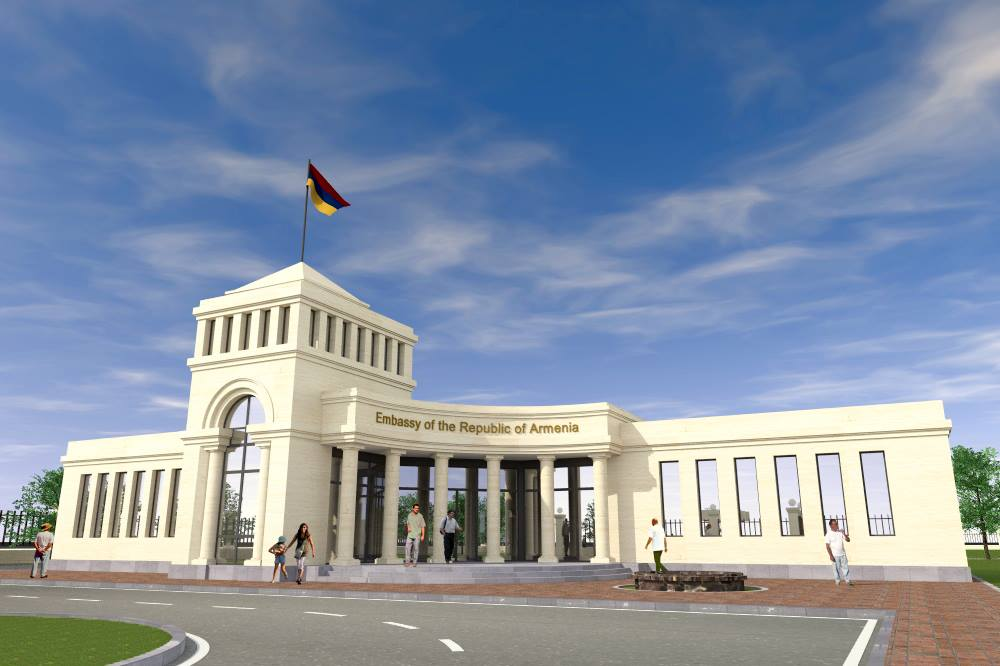
Modell der armenischen Botschaft in der brasilianischen Hauptstadt Brasília.

Armenien führt eine eigene Botschaft in der brasilianischen Hauptstadt Brasília, im Setor de Embaixadas Norte genannten Bereich des Asa Norte Abschnitts der Planstadt Plano Piloto. Daneben ist ein armenisches Honorarkonsulat in São Paulo eingerichtet, das 1998 als Generalkonsulat eröffnet wurde und 2010 in ein Honorarkonsulat umgewandelt wurde.
Brasilien unterhält eine eigene Botschaft in der armenischen Hauptstadt Jerewan, in der Northern Avenue Hausnummer 1. Konsulate darüber hinaus führt Brasilien in Armenien nicht (Stand 2024).

## Armenische Diaspora in Brasilien

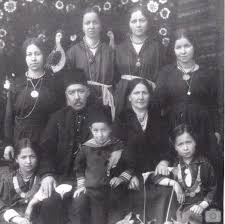
Die armenische Familie Barsan in Uberaba: zunächst wanderten Armenier in viele Teile Brasilien ein, konzentrierten sich dann aber zunehmen in São Paulo und andere größere Städte.

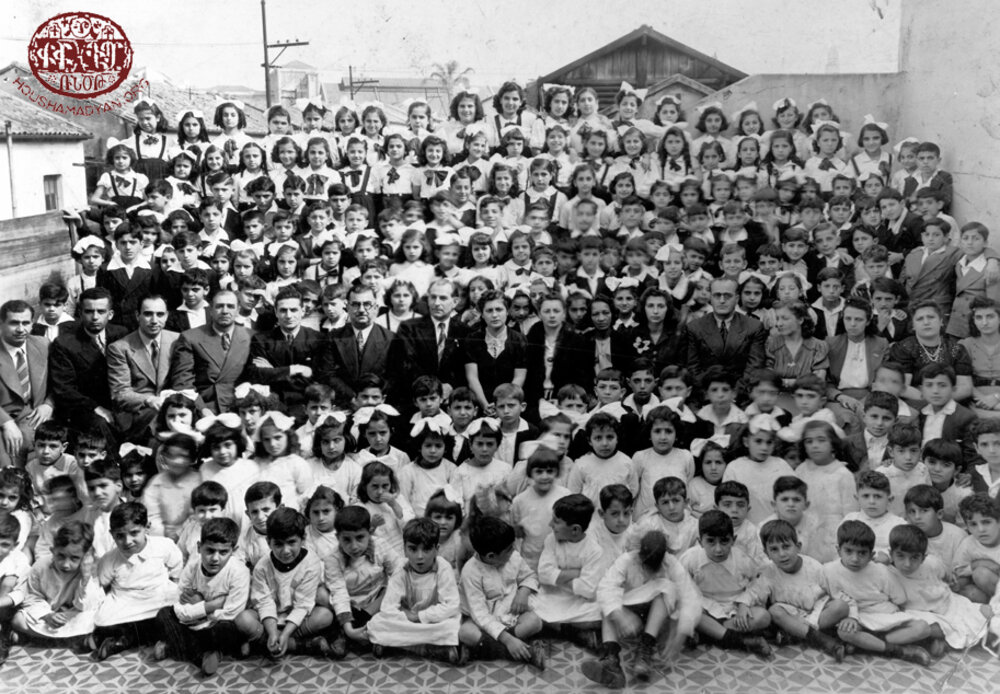
Gruppenbild der armenischen Schule Escola Armenia Haygazian in São Paulo (1945).

Die armenische Einwanderung nach Brasilien setzte in der zweiten Hälfte des 19. Jahrhunderts ein. Zu den ersten Armeniern in Brasilien zählte der 1874 hier angekommene Ingenieur Mihran Latifyan, der sich im aufblühenden Eisenbahnbau in Brasilien betätigte, so in den heutigen Bundesstaaten Minas Gerais, Pernambuco und Seara. Im heutigen Bundesstaat Rio de Janeiro baute er die Estrada de Ferro Leopoldina und die bekannte Straße Avenida Beira Mar. Er wurde für seine Arbeit mit einer Ehrenmedaille ausgezeichnet.
In den 1920er Jahren nahm die Zuwanderung von Armeniern zu. Sie kamen häufig aus Syrien und dem Libanon und ließen sich vor allem in Ortschaften der Bundesstaaten São Paulo, Rio de Janeiro und Rio Grande do Sul nieder, aber auch in anderen Bundesstaaten. Später konzentrierten sie sich zunehmend in einigen Großstädten, insbesondere in São Paulo, wo sie sich vor allem als Händler betätigten, eigene Kirchen und Kulturzentren errichteten, und nach denen später die Haltestelle Armênia der Linie 1 der Metrô São Paulo benannt wurde. Der erste gewählte Bürgermeister der Stadt Osasco, nach deren Ausgliederung aus der Stadt São Paulo 1962, war der Armenier Hirant Sanazar. Die Stadt São José do Rio Preto, in der es ebenfalls einen nach Armenien benannten Platz (Praça Arménia) in Gedenken an den Völkermord gibt, zählt einen besonders hohen Anteil armenischstämmiger Einwohner.
Allein in São Paulo, der größten brasilianischen Stadt, leben heute etwa 25.000 Armenier, insgesamt zählt Brasilien etwa 40.000 armenische Einwohner und gibt für die gesamte armenischstämmige Gemeinde im Land eine Zahl von rund 100.000 an.
Einige armenisch-stämmige Einwohner Brasilianer wurden bekannt. Neben dem Pionier Mihran Latifyan sind darunter so bekannte Namen wie die Schauspielerin Aracy Balabanian (1940–2023), der Ingenieur und Senator Pedro Pedrossian (1928–2017), Schach-Großmeister Krikor Mekhitarian (* 1986) oder der Schauspieler und Politiker Stepan Nercessian (* 1953).

## Wirtschaft
Im Jahr 2023 belief sich das Volumen des bilateralen Handels mit Waren und Dienstleistungen zwischen beiden Ländern auf knapp 66,37 Mio. US-Dollar, mit einem Handelsbilanzüberschuss von gut 66,36 Mio. US-Dollar zu Gunsten Brasiliens.
Die Ausfuhren Armeniens 2023 betrugen nur 3.100 US-Dollar, die wichtigsten Exportgüter Armeniens nach Brasilien sind traditionell Bekleidung, alkoholische Getränke und medizinische Ausstattungen. Brasilien exportierte 2023 dagegen Waren im Wert von 66,36 Mio. US-Dollar, mit Fleisch und Fleischprodukten als wichtigstem Exportgut, gefolgt von Kaffee, Tabak und Zuckerwaren.
Trotz Wachstums blieb ihr Handel bislang noch deutlich hinter den Erwartungen zurück. Im Jahr 2019 erreichte der armenisch-brasilianische Handel eine Höhe von etwa 23 Mio. US-Dollar, mit einem Überschuss zu Gunsten Brasiliens von gut 22,7 Mio. US-Dollar. Armenien führte dabei Waren in Höhe von 156.000 US-Dollar nach Brasilien aus, überwiegend Bekleidung (74 %) und Kunst und Antiquitäten (13 %). Brasilien exportierte Waren in Höhe von 22,9 Mio. US-Dollar nach Armenien, vor allem Tabak (69 %) und gefrorenes Schweinefleisch (14 %).